# Pat Deering

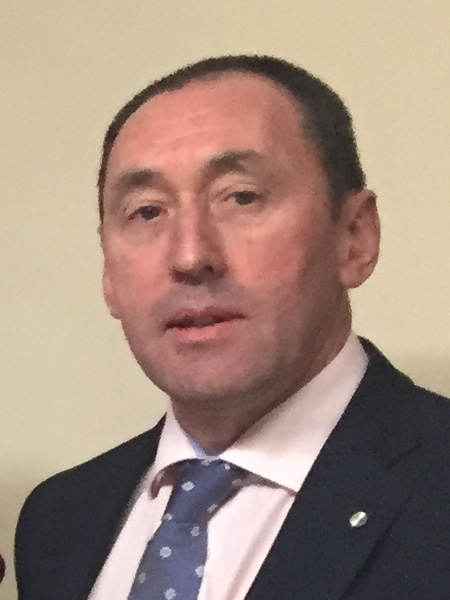
Pat Deering (2017)

Patrick Deering (genannt Pat Deering, * 2. Februar 1967 in Rathvilly, County Carlow, Irland) ist ein irischer Politiker der Fine Gael. Von 2011 bis 2020 war er Teachta Dála (Abgeordneter) im Dáil Éireann, dem irischen Unterhaus.

## Leben
Deering betreibt eine Farm, die sich auf Milchwirtschaft spezialisiert hat. 2009 wurde er in den Carlow County Council gewählt. Schon bei den Wahlen zum Dáil Éireann 2011 konnte er im Wahlkreis Carlow–Kilkenny einen Sitz erringen. 2016 konnte er ihn verteidigen. Bei den Wahlen 2020 erreichte er nicht mehr genug Stimmen und schied aus dem Dáil aus.

## Familie
Deering ist seit 2003 mit seiner Frau Paula verheiratet, mit der er zwei Kinder hat. 